# Eidanger

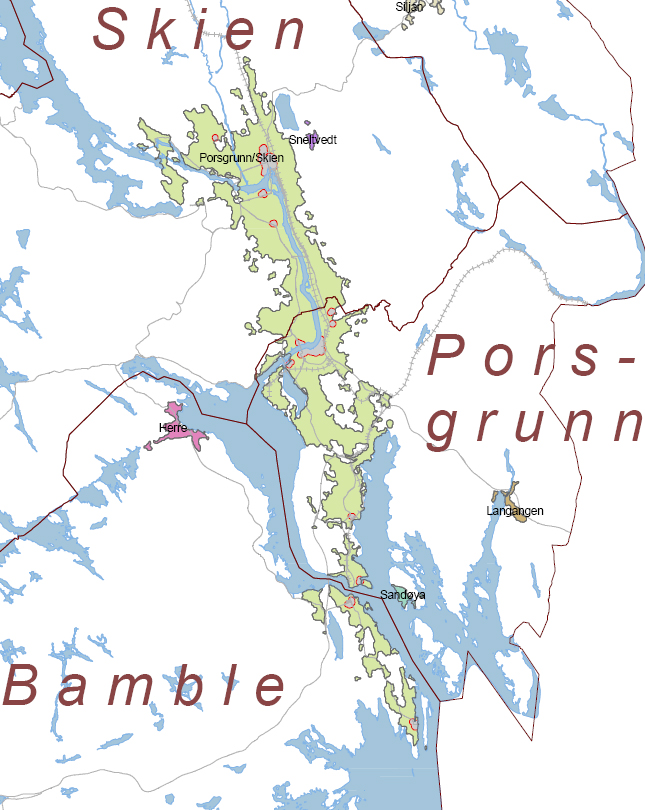
Skien-Porsgrunn

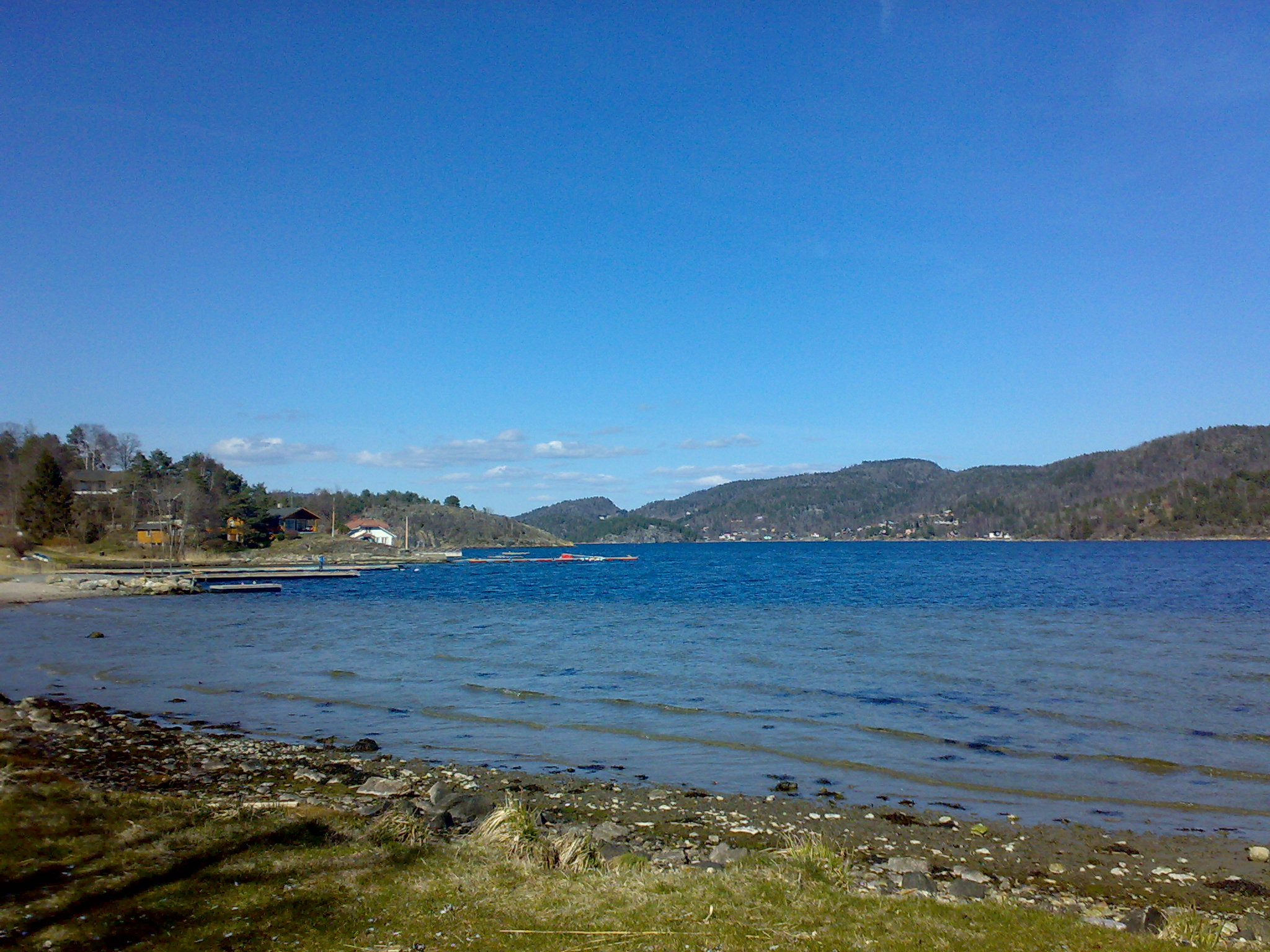
Skjelsvik

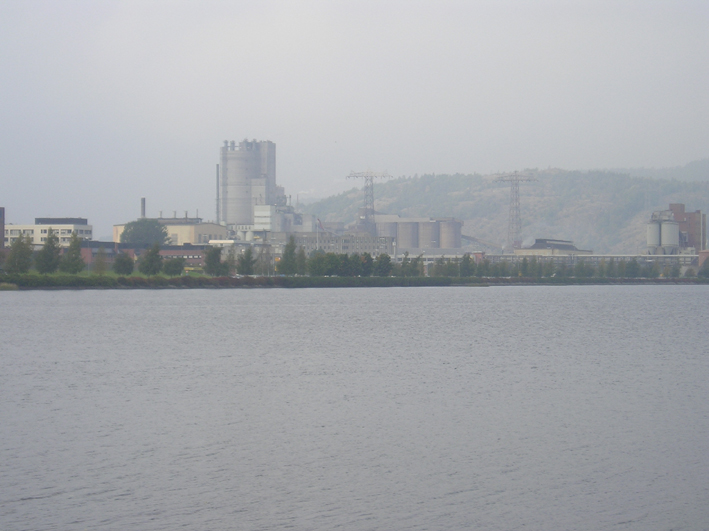
Hydro Porsgrunn

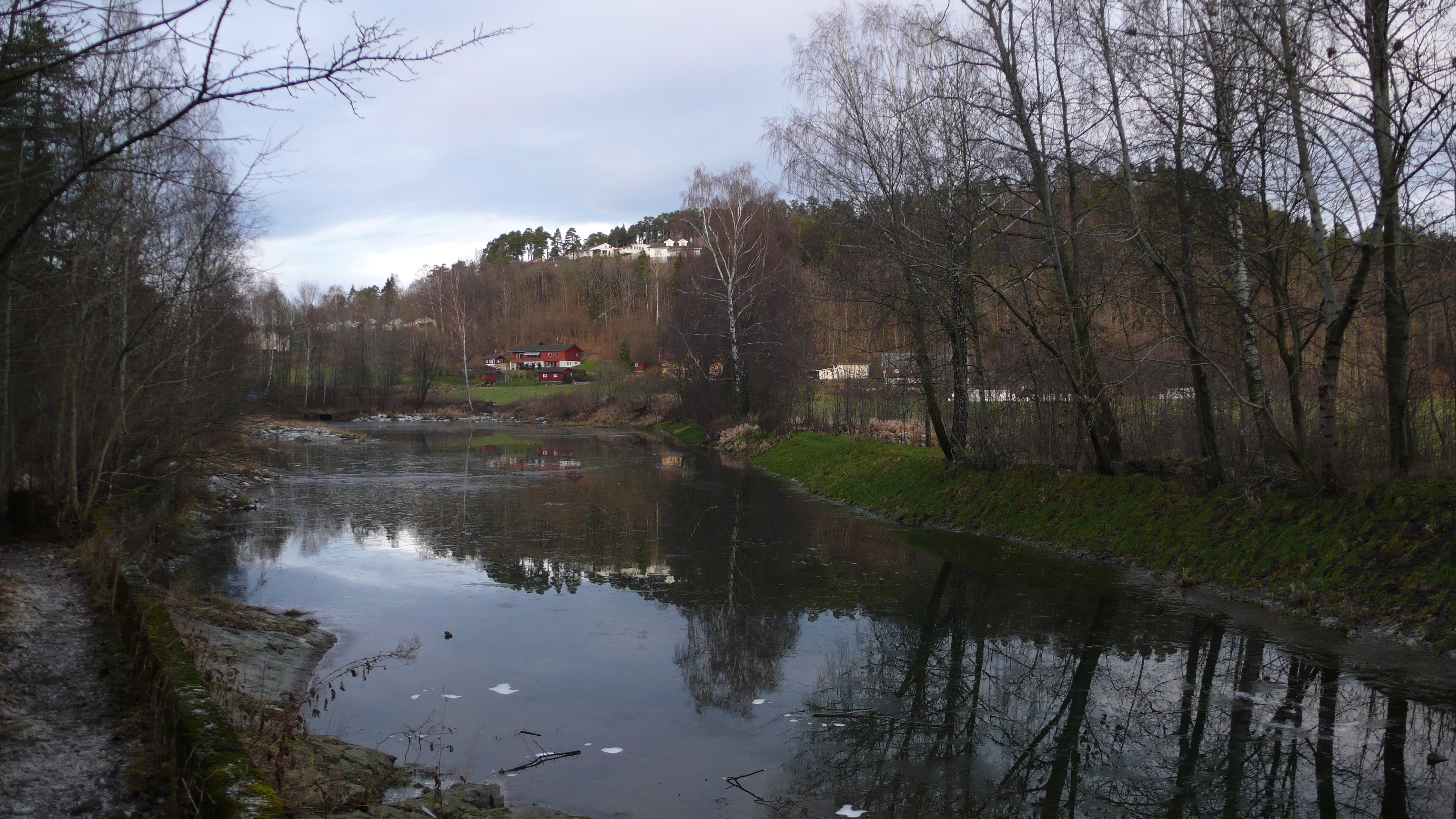

Eidanger é uma freguesia rural e município de Telemark na Noruega.
Eidanger foi estabelecida como município em 1 de Janeiro de 1838 e posteriormente fundida com Porsgrunn em 1 de Janeiro de 1964.
Eidanger abrange cerca de 140km² do noroeste em Porsgrunn e atualmente não inclui todas as áreas do município original. Sua parte principal é uma península entre o Eidangerfjord e o Frierfjord. Situado entre as comunidades urbanas de Brevik e Porsgrunn e com excelentes condições naturais para a construção de portos, se tornou o lar de grandes complexos industriais como a Norsk Hydro em Herøya e o Dalen Portland (agora parte da Norcem Corporation, uma fábrica de concreto na saída de Brevik. Outras grandes indústrias são a Heistad Fabrikker, que faz produtos para diábeticos e a Isola Fabrikker.

## O Nome
A forma em norueguês antigo é Eiðangr. O primeiro elemento e eið, que significa lugar onde se deve ir e angr significa fiorde, estreito, enseada.

### Bibliografia

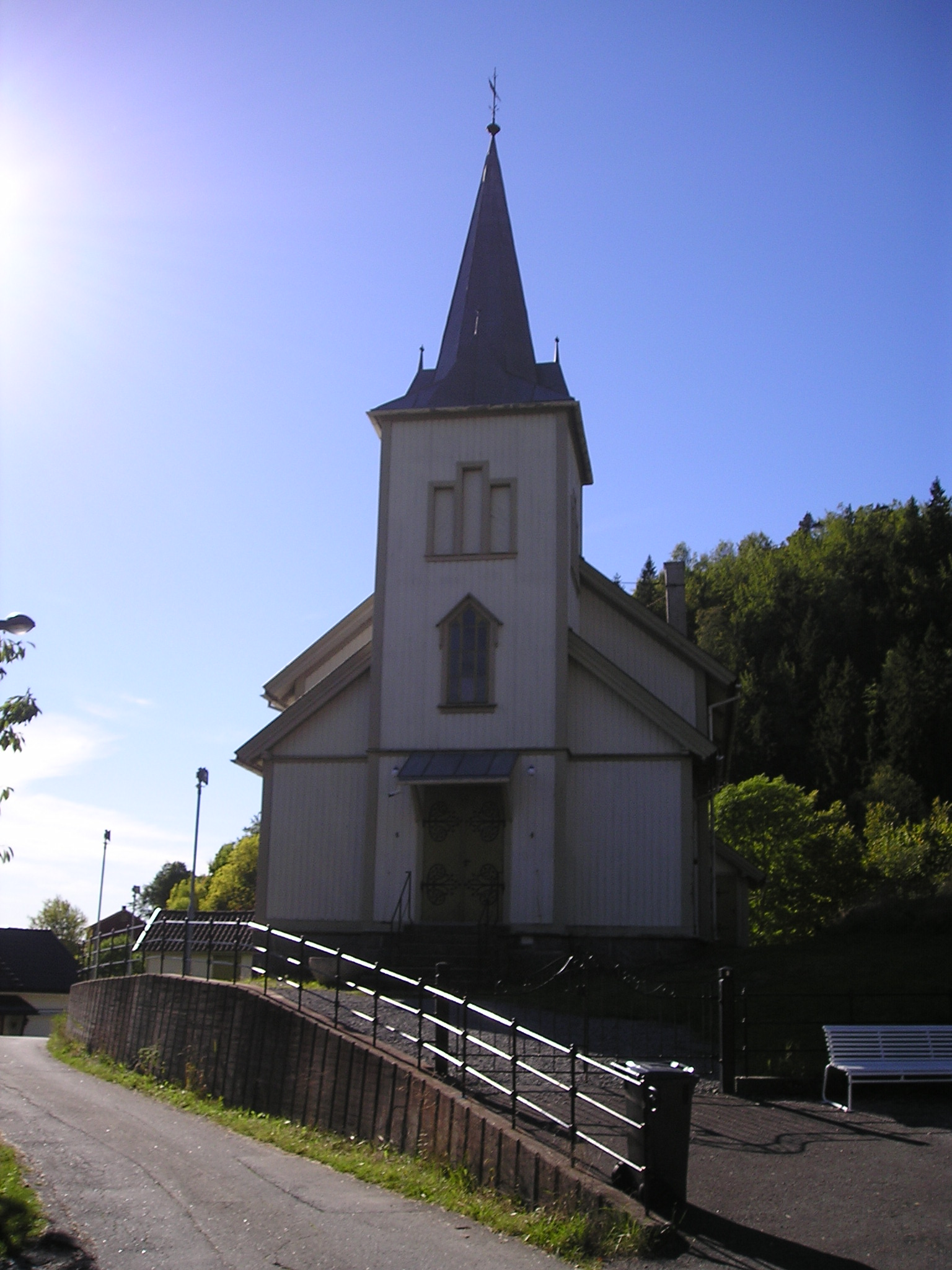